# Heim kirke
Heim kirke est une église paroissiale située à Hemne en Norvège. Elle dispose d'une tour et d'un cimetière. Son entrée principale se trouve à l'ouest.

## Généralité
Elle a tenu près de treize services par année, en plus de funérailles, des mariages et des concerts. 

## Histoire
L'église dispose d'environ 300 sièges. Elle fut construite en 1883 et rénovée en 1962. Son cimetière, contenant 600 tombes, fut quant à lui instauré dix ans plus tard, en 1893.